# Maeshima soshi
maeshima soshiは、日本の音楽プロデューサー・ソングライター・編曲家。ササクレクト所属。

## 概要
自身のリリースはSpotify月間リスナー58万人（2022年5月時点）を越え、制作した楽曲のストリーミング・YouTubeの総再生数は1億回を超えている。
新進気鋭のMCからSTARTO ENTERTAINMENT、LDH、YouTuber、アニメ主題歌までを〝maeshimaサウンド〟に仕上げ、Z世代から圧倒的な支持を受ける、変幻自在なクロスカルチャープロデューサーである。

## ディスコグラフィー

### アルバム
|     | 発売日         | タイトル          | 収録曲 | 備考                         |
| --- | -------------- | ----------------- | ------ | ---------------------------- |
| 1st | 2020年6月17日  | Wave              | 全13曲 | 術ノ穴                       |
| 2nd | 2022年4月15日  | yet               | 全12曲 | GMP Records                  |
|     | 2022年7月29日  | Lonely Girl       | 全11曲 | インストアルバム             |
| EP  | 2022年11月11日 | Silently Beats    | 全8曲  | GMP Records                  |
|     | 2023年8月16日  | Summer End’s Girl | 全7曲  | DE DE MOUSE & maeshima soshi |

### 配信限定シングル
| 発売日         | タイトル                                                                |
| -------------- | ----------------------------------------------------------------------- |
| 2019年6月12日  | slide                                                                   |
| 2019年8月1日   | Nicole                                                                  |
| 2019年9月1日   | The Terminal                                                            |
| 2019年10月23日 | ORR                                                                     |
| 2019年11月1日  | 707                                                                     |
| 2019年12月1日  | Lo-Fi Walking                                                           |
| 2019年12月25日 | 36.5°C                                                                  |
| 2020年1月1日   | New value era                                                           |
| 2020年3月21日  | Moon                                                                    |
| 2020年3月21日  | texture                                                                 |
| 2020年5月22日  | Tide / maeshima soshi & Nenashi                                         |
| 2020年12月18日 | Pulp Aura                                                               |
| 2021年1月29日  | So Far / maeshima soshi & Kai Takahashi & Rin音                         |
| 2021年4月9日   | 笑女遊戯                                                                |
| 2021年5月21日  | So Far                                                                  |
| 2021年6月18日  | Fly / maeshima soshi & ALLMO$T                                          |
| 2021年7月16日  | Blackout / maeshima soshi & 水槽                                        |
| 2021年8月27日  | Butterfly                                                               |
| 2021年10月1日  | Out of Time / maeshima soshi & Talitha.                                 |
| 2021年11月5日  | Give me a light / maeshima soshi & MÖSHI                                |
| 2021年11月13日 | Sri Lanka                                                               |
| 2021年11月13日 | ai talk                                                                 |
| 2021年12月10日 | One day / maeshima soshi & Ryohu                                        |
| 2023年1月27日  | Moon Prison / maeshima soshi & ぷにぷに電機                             |
| 2023年2月5日   | Twilight Stream / 龍ケ崎リン&maeshima soshi                             |
| 2023年2月24日  | 10,000 reasons / maeshima soshi&GRACE                                   |
| 2023年3月10日  | chill oil / maeshima soshi & Jr.TEA                                     |
| 2023年4月12日  | HONEY DARLIN feat. Aile The Shota / NARROWORLD, maeshima soshi & OHTORA |
| 2023年4月21日  | Night Drip                                                              |
| 2023年6月2日   | white dress / maeshima soshi, LIU KOI                                   |
| 2023年6月30日  | Glow / maeshima soshi, Robin Yerah                                      |
| 2023年7月19日  | Sparkler Girl / DE DE MOUSE, maeshima soshi                             |
| 2023年8月4日   | Memory Lane / DE DE MOUSE, maeshima soshi                               |
| 2023年8月25日  | Midnight Jersey                                                         |
| 2023年8月30日  | NIAGARA (feat. EXPRESS) / ポチョムキン & maeshima soshi,                |
| 2023年9月6日   | キャパオーバー (feat. claquepot) / NARROWWORLD, maeshima soshi          |
| 2023年10月6日  | Moon Prison (mybear Remix) / maeshima soshi & ぷにぷに電機              |
| 2023年11月1日  | ホットレモン / 乃紫 & maeshima soshi                                    |
| 2023年12月6日  | ホットレモン (feat. SKRYU) [Remix] / 乃紫 & maeshima soshi              |
| 2023年12月8日  | クソみたいな人生 / OHTORA & maeshima soshi                              |
| 2023年12月13日 | キミのいないクリスマスイヴ / NARROWORLD, maeshima soshi, OHTORA         |
| 2023年12月20日 | Pokka / maeshima soshi & Jr.TEA                                         |
| 2024年1月12日  | Railway / OHTORA & maeshima soshi                                       |

## 提供作品
50音順
iScream
- 「Maybe...YES」（作曲/編曲）

Aile The SHota
- 「常懐 feat. 春野」（作曲/編曲）

4s4ki
- 「ラストシーン」（編曲）
- 「欠けるもの」（編曲）
- 「ラベンダー」（編曲）
- 「kg」（編曲）
- 「風俗嬢のiPhone拾った feat. Gokou Kuyt」（編曲）
- 「moniko feat. Anatomia」（編曲）
- 「eyes feat. Rin音」（編曲）
- 「bed」（編曲）
- 「クロニクル」（編曲）
- 「gekkou」（編曲）
- 「UNICORN」（作曲/編曲）
- 「0h G0D!!」（編曲）
- 「KILL MY SELF,I tried」（編曲）
- 「LOG OUT」（作曲/編曲）

あさぎーにょ
- 「have a nice day」（作曲/編曲）
- 「デタラメ」（作曲/編曲）
- 「ふわり春」（作曲/編曲）

asmi
- 「memory」（作曲/編曲）

泉まくら
- 「いのち feat. ラブリーサマーちゃん」（編曲）
- 「as usual」（編曲）
- 「あの夜に」（編曲）
- 「エンドロール」（編曲）
- 「思い出の昼下がり」（編曲）
- 「sunshine」（編曲）

いう゛どっと
- 「forever」（作詞/作曲/編曲）

8℃igar
- 「Diver」（編曲）

大塚愛
- 「黒毛和牛上塩タン焼680円-Remix」（編曲）

okano_skywalker
- 「Monster feat. KEN THE 390」（作曲/編曲）
- 「海月 feat. asmi」（作曲/編曲）

OHTORA
- 「BYAKUYA」（作曲/編曲）
- 「Silly Love」（作曲/編曲）
- 「STARGAZER」（作曲/編曲）
- 「NITICA」（作曲/編曲）
- 「SEASIDE MAGIC」（作曲/編曲）
- 「SENTIMENTAL BOY」（作曲/編曲）
- 「ANT MILL」（作曲/編曲）
- 「Xmas With U」（作曲/編曲）
- 「GIFT FOR U」（作曲/編曲）
- 「error feat. Bimi」（作曲/編曲)

ODDLORE
- 「Lucid Dream」（作曲/編曲）

Obey Me!
- ルシファー（CV：山下和也）「Arcadia」（作詞/作曲/編曲）
- マモン（CV：古林裕貴）「Are You Ready?」（作曲/編曲）
- レヴィアタン（CV：加田智志）「My Chance!」（作曲）
- Obey Me! Boys「Spooky Night Parade」（作曲）

Charisma.com
- 「Introduction的な」（作曲/編曲）

KAHOH
- 「Luv Password」（編曲）

クボタカイ
- 「MENOU」（作曲/編曲）
- 「春にふられて feat. クボタカイ」（作曲/編曲）

kurage
- 「Lost」（作曲/編曲）

ゲスの極み乙女。
- 「ラスカ(Remix by Fragment ＆ maeshima soshi)」（編曲）

KEN THE 390
- 「long Night feat.おかもとえみ」（作曲/編曲）

ゲスの極み乙女。
- 「ラスカ(Remix by Fragment ＆ maeshima soshi)」（編曲）

佐藤ミキ
- 「A KA SA TA NA」（作曲/編曲）
- 「名もない花」（共作曲/共編曲）※作曲はイワツボコーダイ、編曲はMIO.Oと共作 - TVアニメ『魔法科高校の劣等生 来訪者編』（TOKYO MX）エンディング曲
- 「名もない花-Remix」（共作曲/編曲）※作曲はイワツボコーダイと共作
- 「You & Me」（作曲/編曲）

Jewel
- 「前へ」（作詞/作曲/編曲）

SYUN
- 「Controller」（作曲/編曲）
- 「Terminal」（作曲/編曲）

SUPER★DRAGON
- 「Distance」（作曲/編曲）
- 「2U」（作詞/作曲/編曲）

sleepyhead
- 「酸欠都市」（作曲/編曲）

sloppy dim
- 「週末カーニバル」（作曲/編曲）
- 「Driveeee」（作曲/編曲）
- 「Youth feat. Rin音」（作曲/編曲）
- 「Sellotape」（作曲/編曲）

ずんだれ
- 「Kizuna」（作曲）

ぜったくん
- 「Gaming Party Xmas - maeshima soshi Remix」（編曲）

Zenya
- 「夏の終わり 恋の終わり(maeshima soshi Remix)」（編曲）

空音
- 「player」（作曲/編曲）

武瑠
- 「dot.0」（編曲）

DOTAMA
- 「Do The Rhyme Thing」（作曲/編曲）

CHIHIRO
- 「Midnight Drive」（編曲）

電音部
- 「KOI WAZURAI」（作曲/編曲）
- 「Spot AA」（作曲/編曲）

ドレスコーズ　
- 「もろびとほろびて」（編曲）

TOOBOE
- 「空腹」（作曲）

なかねかな
- 「恋するモンダミン」（編曲）

ナナジュウハチ
- 「QQ」（作曲/編曲）

FAITH
- 「19 (空音 Remix)」（編曲）

Nyarons
- 「HARUKAKANATA」maeshima soshi Remix（編曲）

NORTH
- 「SPARKLE」（作曲/編曲）

ヒプノシスマイク
- -D.R.B-（どついたれ本舗）「Own Stage」（作曲/編曲）
- -Division Rap Battle- side B.B & M.T.C＋「Respect each Brother」（作詞/作曲/編曲）

V6
- 「太陽のあたる場所-V626 ver.」（編曲）

Foi
- 「BOYFRIEND」（編曲）

FUNLETTERS × k-over
- 「Body」maeshima soshi Remix（編曲）

FAKY
- 「little more」（作曲/編曲）
- 「The Light」（作曲/編曲）

Furui Riho
- 「I'm free - Remix」（編曲）

Hay! Say! JUMP
- 「hearts color」（作曲/編曲）

前島麻由
- 「LOVE or HATE?」（共作曲/編曲）※作曲はOHTORAと共作 - TVアニメ『悪役令嬢レベル99 〜私は裏ボスですが魔王ではありません〜』（AT-X）OPテーマ[1]

macico
- 「aloe (maeshima soshi remix)」（編曲）

ミームトーキョー
- 「Feel the Virus」（作曲/編曲）

心悠
- 「ミヤコワスレ」（編曲）
- 「ナイトキャップ」（編曲）

武藤彩未
- 「SHOWER」（作曲/編曲）

MAISONdes
- 「けーたいみしてよ (feat. はしメロ & maeshima soshi)」（編曲）
- 「bathroom (feat. れん & maeshima soshi)」（共作詞/作曲/編曲）※作詞はOHTORAと共作

ももいろクローバーZ
- 「ショービズ」（作曲/編曲）

吉田凜音
- 「Kiri Kiri」（作曲/編曲）
- 「ASUNAROU」（作曲/編曲）
- 「RINNETENSHOW」（作曲/編曲）
- 「LAST DANCE」（作曲/編曲）

YonYon
- 「Found Me」（作曲/編曲）

Luvit
- 「ナインティーン feat. Sala」（作曲）

Rin音
- 「Sweet Melon feat.ICARUS」（作曲/編曲）
- 「swipe sheep」（作曲/編曲）
- 「夜明乃唄」（作曲/編曲）
- 「overzone」（作曲/編曲）
- 「春にふられて feat. クボタカイ」（作曲/編曲）
- 「LOW BATTERY BOY」（作曲/編曲）
- 「sunny hunny」（作曲/編曲）
- 「What's up」（作曲/編曲）

ONE LOVE ONE HEART
- 「ビターネクター」（共作曲/編曲）※作曲はOHTORAと共作 - 「ドラマ特区」『ふったらどしゃぶり』（毎日放送）オープニング主題歌[2]

## CM楽曲プロデュース
- Amino mason
- NHK「コントの日」オープニングムービー
- 出光興産
- THE CUNARD SELECTION
- JAMESONカンパイダッシュ!
- セゾンカード
- 全国銀行協会
- TENGA
- 東武鉄道（SL大樹）
- BASE Inc.
- ユニクロ（UT Marvel）